# Wa’adat Jeruschalajim
Waʿadat Jeruschalajim (hebräisch וַעֲדָת יְרוּשָׁלַיִם ‚Jerusalemer Komitee‘ oder 
הַוַעֲדָה הַמְסֻדֶּרֶת לעִנְיָנִי יְרוּשָׁלַיִם HaWaʿadah haMəsudderet ləʿInjanei Jərūschalajim, deutsch ‚Das Komitee, eingerichtet für die Interessen Jerusalems‘) wurde im Rahmen des Unabhängigkeitskrieges während der Belagerung Jerusalems (hebräisch המַעֲרָכָה על ירושלים) von Dezember 1947 bis 18. Juli 1948 eingerichtet, als die jüdische und arabische Bevölkerung und anschließend die israelische und jordanische Armeen um die Kontrolle Jerusalems kämpften. Es war auch eine Reaktion auf die Gründung der Waʿadat ha-Kehilla (hebräisch וַעֲדָת הקְהִלָּה היְהוּדִית) des Jüdischen Gemeinderats der Stadt Jerusalem.

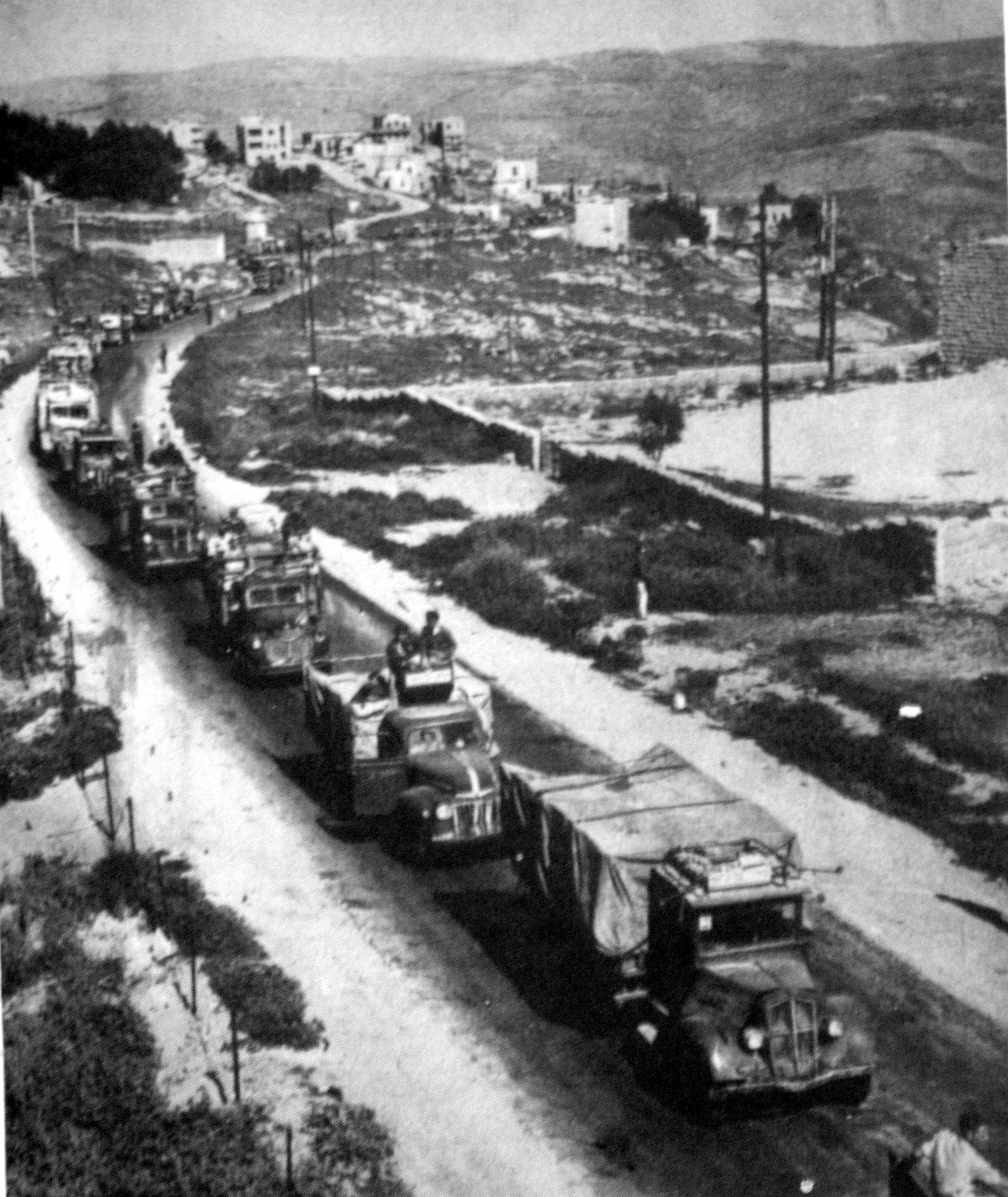
Gepanzerte Konvois der Juden liefern Lebensmittel und Brennstoff in das belagerte Jerusalem.

Das Komitee bestand aus sieben Personen: David Aboulafia, Bürgermeister Daniel Auster, Charles Passman, Chaim Salomon, Reʾuven Schreibman,  Jitzchaq Werfel, den Vorsitz hatte Dov Joseph inne.

Die Personen des Komitees
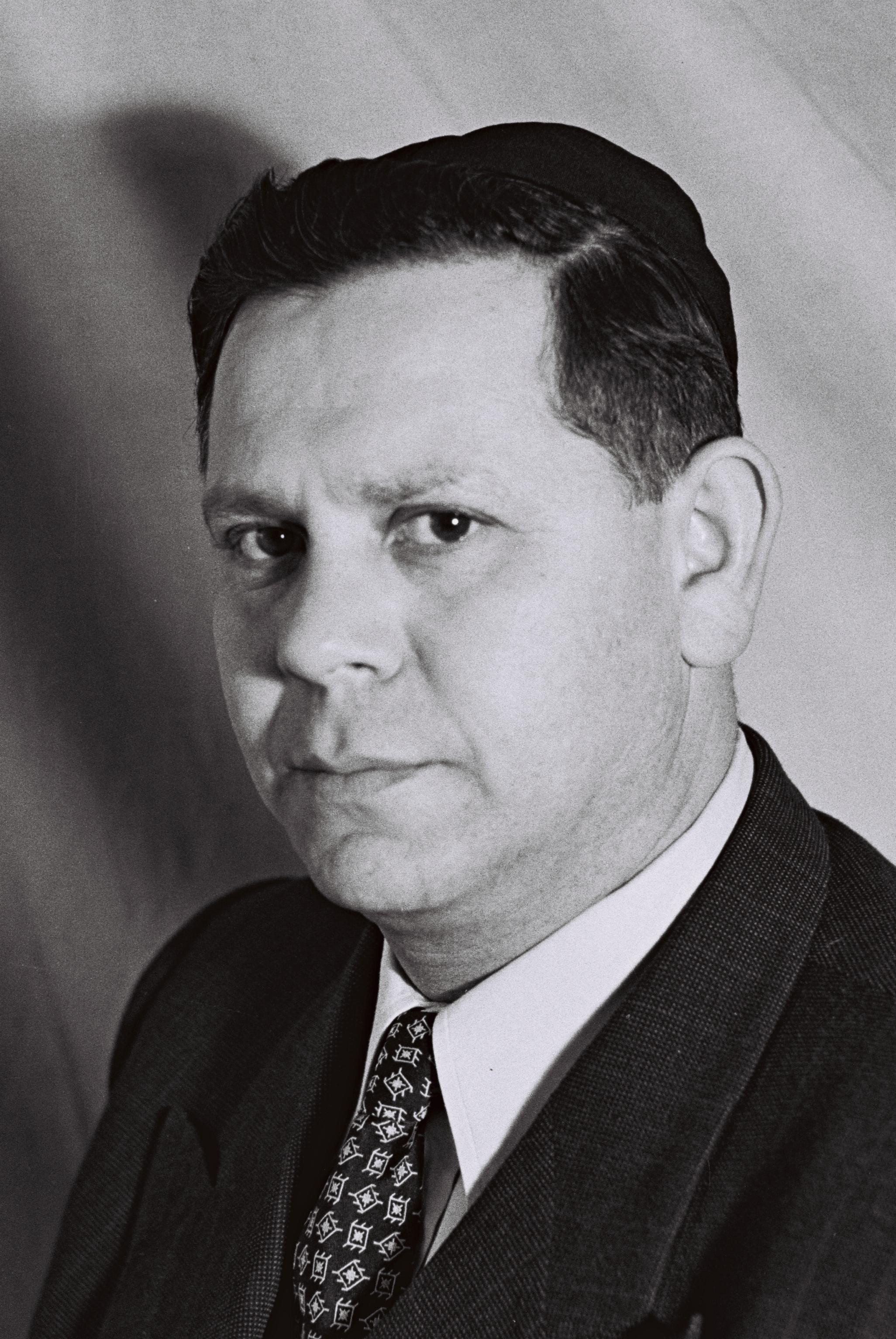
Jitzchaq Werfel
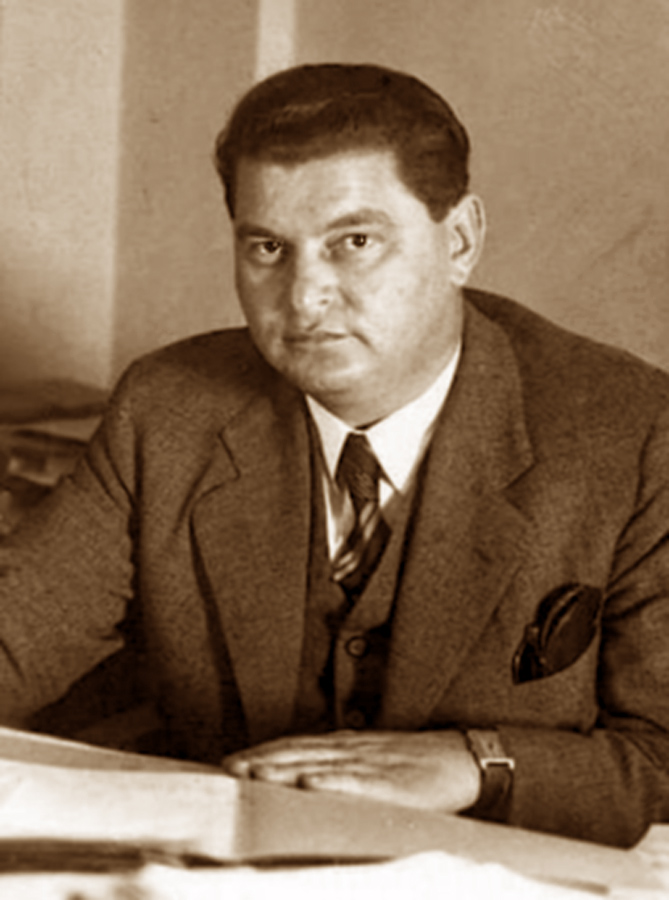
Daniel Auster
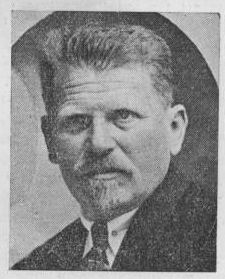
Chaim Salomon
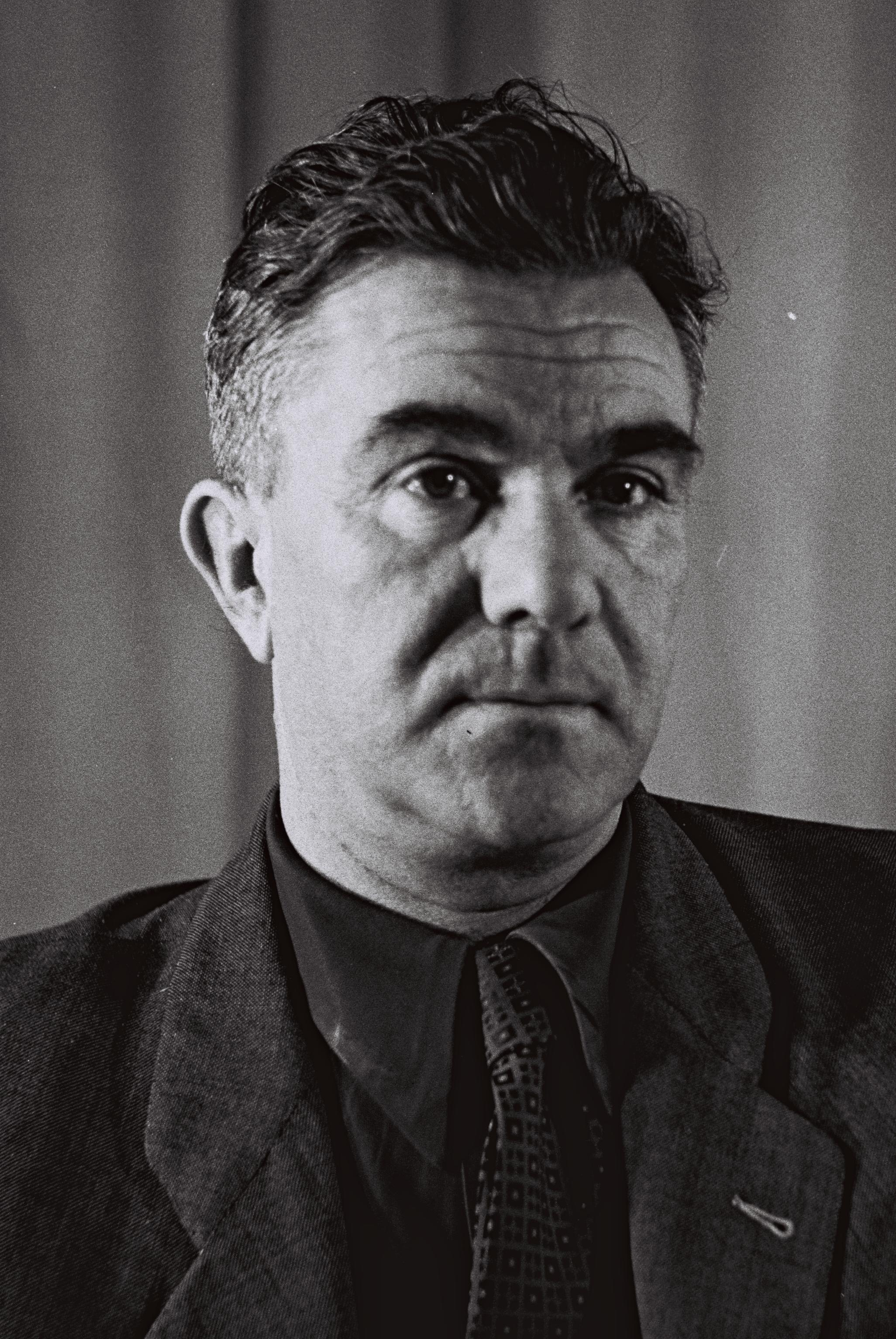
Reʾuven Schreibman
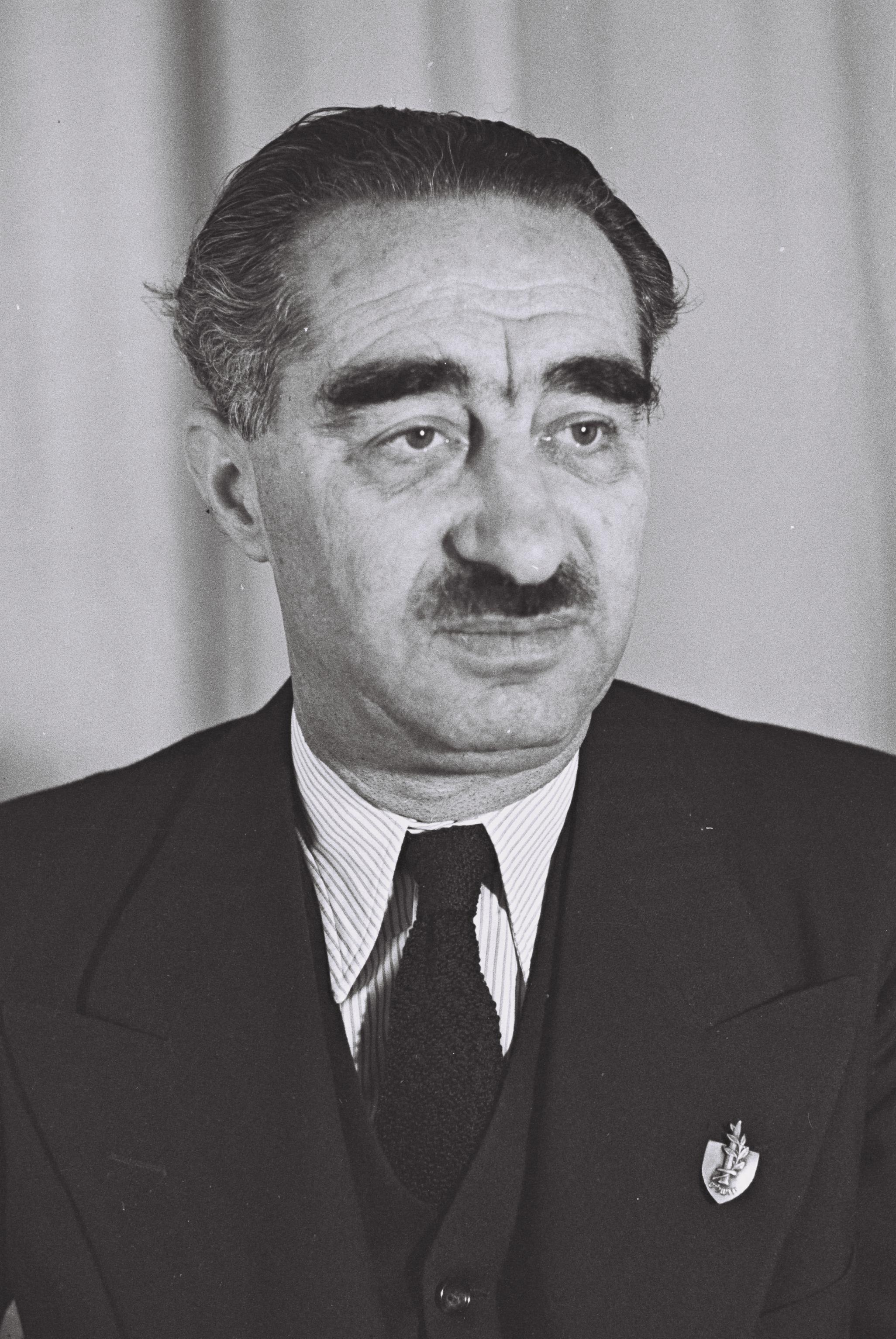
Dov Joseph

Seine Aufgabe war es die zivile Administration über den jüdischen Teil Jerusalems aufrechtzuerhalten als das britische Mandat über Palästina zu Ende ging. Des Weiteren bestand seine Aufgabe darin, die Versorgung mit Essensrationen und Brennstoffmaterial an die jüdische Bevölkerung Jerusalems aufrechtzuerhalten. So hatten zuvor im März lokale palästinensische Milizen erfolgreich die Straße nach Jerusalem für den ganzen jüdischen Verkehr geschlossen, nur schwer gepanzerte Konvois der Juden konnten die Straße passieren. Das jüdische Komitee musste für Brot und Fleisch unpopuläre Essensrationierungen und die Preisbindung einführen. Mit dem Abzug der britischen Armee, bildete das Komitee eine Polizei, die aus 400 früheren Mitgliedern der Palästinensischen Polizei bestand. Es hatte auch den Postdienst, die Schulen und die Radiostation in Obhut genommen. Ende Mai brachte das Komitee 1500 ausgebombte Flüchtlinge aus der Altstadt Jerusalems in leere Häuser des Viertels Katamon unter. Das Hauptquartier des Komitees residierte in einem Gebäude am Zionsplatz in Jerusalem, das im Jahre 1929 (MCMXXIX) von den Gebrüdern Sansur errichtet worden ist.

Hauptquartier des Komitees im Sansur-Gebäude
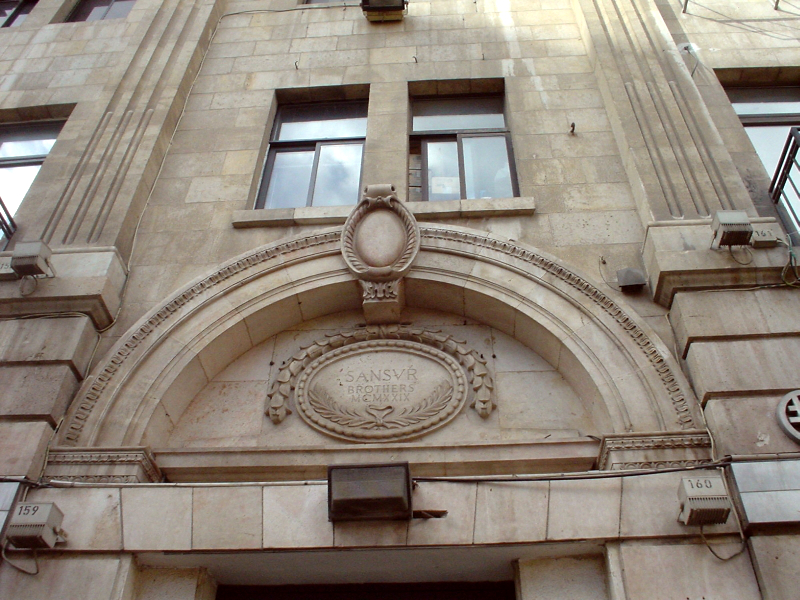
Inschrift über dem Portal: Sansur Brothers MCMXXIX
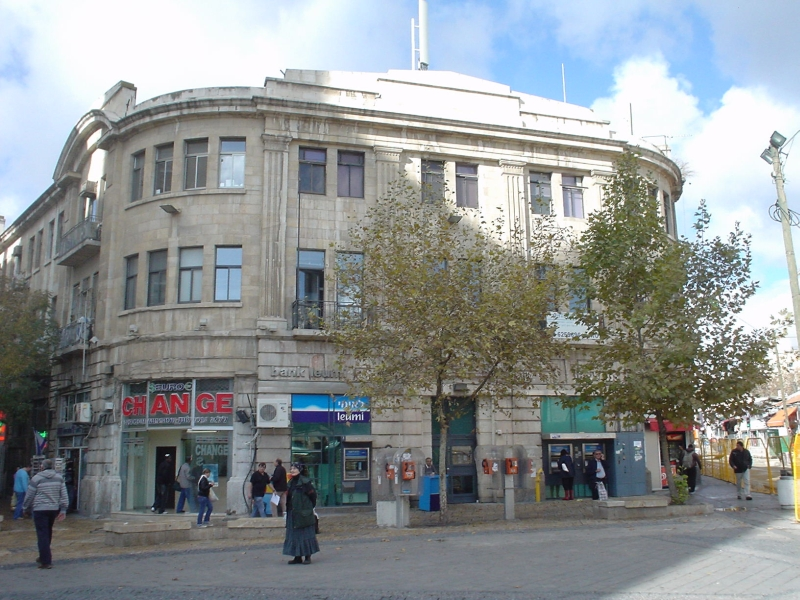
Sansur-Gebäude
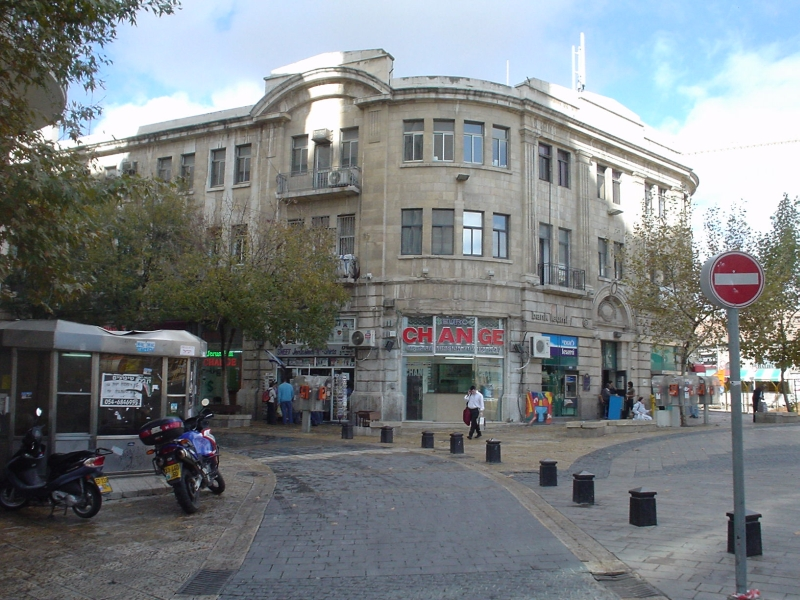
Sansur-Gebäude
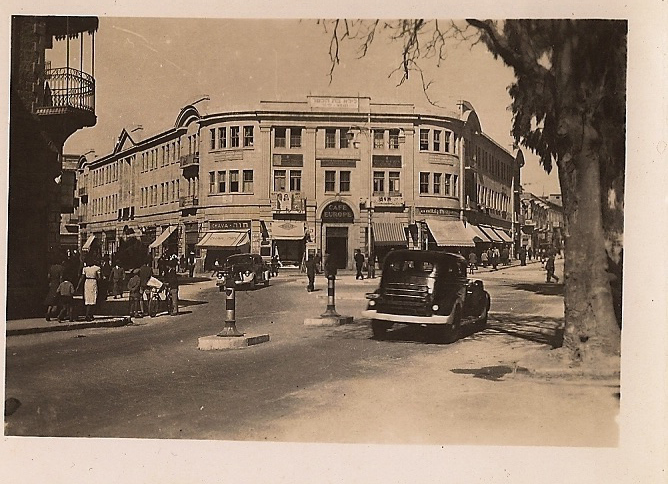
Sansur-Gebäude am Zionsplatz in Jerusalem

Eine Woche vor dem Anfang der ersten Waffenruhe im Juni 1948 wurde eine Telegrafenverbindung mit Tel Aviv hergestellt und am 17. Juni wurde der Postdienst mit dem restlichen Israel fortgesetzt. Während der Waffenruhe konnte die Stadt nur mit Erlaubnis des Komitees verlassen werden.